# Holger Hiller
Holger Hiller (Hamburg, 26 december 1956) is een Duitse elektronische muzikant die bekend staat om zijn avant-garde-stijl waarbij hij veel met samples werkt. Zijn muzikale opkomst beleefde hij als onderdeel van de Neue Deutsche Welle met de band Palais Schaumburg. In 1982 gaat hij echter solo en maakt hij een vijftal albums tot hij in 2003 stopt met het maken van muziek.

## Biografie
Hiller start zijn muzikale loopbaan als student aan de kunstacademie in zijn geboorteplaats Hamburg. Hij ontmoet daar Thomas Fehlmann en met hem staat hij aan de basis van de band Palais Schaumburg. De groep breekt in 1981 door met het een naamloos album als onderdeel van de Neue Deutsche Welle. De groep breekt door met het album Palais Schaumburg (1981). Na de tournee besluit hij  in 1982 echter uit de band te stappen en solo te gaan. Dit omdat hij het oneens is met de commerciele richting die de band volgens hem uit beweegt. Overigens heeft hij in 1980 al een titelloze ep gemaakt. Ook heeft hij met Thomas Fehlmann een vernieuwde versie opgenomen van de opera Wir bauen eine Stadt van Paul Hindemith. Hij maakt zijn debuut met Ein Bündel Fäulnis In Der Grube (1983). Het bevat allerlei geluidscollages waarmee hij op bijzondere wijze zijn songs opbouwt. Hij is daarbij een van de eerste artiesten die een sampler gebruikt voor zijn muziek. In de jaren tachtig gaat hij een tijd in Tokio wonen, waar hij ook trouwt. In 1986 vindt hij onderdak bij Mute Records waar Oben Im Eck (1986) verschijnt. Hierop staan ook tracks die worden gezongen door Billy Mackenzie. Ook zijn vrouw Mimi Izumi Kobayashi zingt een nummer. Waar veel van zijn netwerk aan het einde van de jaren tachtig richting de dancemuziek beweegt blijft hij met As Is (1991) op eigen koers. Op Demixed worden er wel danceversies van zijn muziek gemixt. Ook levert hij een belangrijke bijdrage als producer aan het album Blues van de britse housegroep Fortran 5. Daarna verschijnt Little Present (1993), waarop een samenwerking met Nightmares On Wax staat. Dit album is een hoorspel van een reis naar Tokio om zijn zoon te bezoeken, waarmee hij na een scheiding niet meer samen leeft. Zo nu en dan verschijnen er ook remixen voor artiesten als Depeche Mode, Nitzer Ebb, Fortran 5 en Jasmin Wagner. Zijn laatste album is Holger Hiller (2000). In 2003 stopt hij met de muziek en gaat hij aan de slag als docent Engels in Berlijn. In 2012-2013 doet hij wel mee met een reunietournee van Palais Schaumburg.

## Discografie
- Ein Bündel Fäulnis In Der Grube (1983)
- Oben Im Eck (1986)
- As Is (1991)
- Demixed (1992) (compilatie)
- Little Present (1993)
- Holger Hiller (2000)

- Gemeinsame Normdatei: 13440632X
- International Standard Name Identifier: 0000 0001 3209 5030
- Library of Congress Control Number: n2016012916
- MusicBrainz: de326972-b76c-4857-92ec-b77b76cbb941
- Virtual International Authority File: 79609821
- WorldCat: E39PBJgCMMKVCYjpcpygmXVcT3